# Six (álbum de Extreme)
Six é o sexto álbum de estúdio da banda americana de hard rock Extreme, lançado em 9 de junho de 2023. Este é o primeiro álbum de estúdio da banda desde o álbum Saudades de Rock lançado 15 anos antes em 2008.
| Críticas profissionais | Críticas profissionais |
| Avaliações da crítica  | Avaliações da crítica  |
| Fonte                  | Avaliação              |
| ---------------------- | ---------------------- |
| Classic Rock           | [ 1 ]                  |
| Blabbermouth.net       | 8/10                   |
| Ultimate Classic Rock  | positiva               |

## Lista de faixas
| N.º | Título                      | Compositor(es)                                                               | Duração |  |
| 1.  | "Rise"                      | Gary Cherone, Jordan Ferreira, Nuno Bettencourt                              | 4:35    |  |
| 2.  | "#Rebel"                    | Gary Cherone, Jordan Ferreira, Matthew James McGuire-Denis, Nuno Bettencourt | 4:23    |  |
| 3.  | "Banshee"                   | Gary Cherone, Nuno Bettencourt, Pat Badger                                   | 3:34    |  |
| 4.  | "Other Side of the Rainbow" | Gary Cherone, Nuno Bettencourt                                               | 4:11    |  |
| 5.  | "Small Town Beautiful"      | Brian Maher, Gary Cherone, Nuno Bettencourt                                  | 4:27    |  |
| 6.  | "The Mask"                  | Andy Healy, Nuno Bettencourt                                                 | 4:13    |  |
| 7.  | "Thicker Than Blood"        | Gary Cherone, Kevin Antunes, Nuno Bettencourt                                | 3:46    |  |
| 8.  | "Save Me"                   | Gary Cherone, Jordan Ferreira, Nuno Bettencourt                              | 4:51    |  |
| 9.  | "Hurricane"                 | Eric Warfield, Nuno Bettencourt                                              | 3:31    |  |
| 10. | "X Out"                     | Eric Warfield, Gary Cherone, Jordan Ferreira, Nuno Bettencourt               | 5:50    |  |
| 11. | "Beautiful Girls"           | Carl Restivo, Gary Cherone, J. Plotsky, Nuno Bettencourt                     | 4:04    |  |
| 12. | "Here's to the Losers"      | Gary Cherone, Nuno Bettencourt                                               | 5:05    |  |